# Вестибулярний апарат

Вестибулярний апарат і слухова завитка. Зображення з МРТ.

Тренування вестибулярного апарата

Вестибулярний апарат (від лат. vestibulum) — орган чуття, що відповідає за сприйняття лінійних та кутових прискорень, а також положення тіла у просторі. Він сприймає зміни положення голови й тулуба, напрям руху тіла й призначений для координації рухів та збереження рівноваги тіла. У людини і хребетних тварин є частиною внутрішнього вуха.

## Аналізатор
Вестибулярний аналізатор здійснює функцію рівноваги тіла як у стані спокою, так і під час руху. Рецептори, розташовані в присінку (отолітовий апарат), відповідають за координацію тіла в стані спокою (статику), а рецептори півколових проток (ампулярний апарат) відповідають за координацію тіла під час руху (кінематику). Разом вони виконують стато-кінематичну функцію. Вестибулярний апарат на відміну
від інших аналізаторів ніколи не перебуває в стані спокою. Він постійно зазнає подразнення в результаті дії на нього сили земного тяжіння.
Навіть в стані спокою поза тіла підтримується імпульсами, які йдуть від вестибулярного аналізатора. Відсутність постійного подразнення отолітового апарата за рахунок сили земного тяжіння в стані невагомості призводить до численних порушень в організмі.
Вестибулярний аналізатор, як інші аналізатори, складається з периферичного відділу (рецептора), провідникової частини з ядрами в стовбурі мозку та центрального (кіркового) відділу. Кіркова обробка вестибулярного відчуття (рівноваги) проходить в острівцевій корі
Рецептори вестибулярного аналізатора розташовані у внутрішньому вусі. В мішечках присінку розташований отолітовий апарат у вигляді macula
utriculi та macula sacculi. Отолітовий апарат являє собою скупчення нейроепітеліальних або чутливих клітин, які розташовані поміж опорними
клітинами.
Адекватним подразником отолітового апарату є будь-яка сила, що може викликати прямолінійне прискорення.
Адекватним подразником ампулярного апарата є кутове прискорення. Порогом збудження для півколових каналів є кутове прискорення, рівне 0,12-2 м/с².

## Історія
Історія вивчення вестибулярного апарату розпочинається з 1872 року, поштовхом до чого, як то часто буває в науці, прислужився випадок. Одного разу відомий австрійський вчений Ернест Мах їхав у потязі і звернув увагу на те, що навіть із заплющеними очима відчуває його повороти. Тоді вчений припустив, що в організмі людини має існувати спеціальний датчик інерційних сил, який сприймає рухи людини у просторі. І вже через три роки світ побачив знамениту працю вченого, в якій доводилося, що такий орган дійсно є. Це вестибулярний орган. Ернесту Маху належать і перші проби для його діагностики — різні варіанти стояння та ходіння з заплющеними очима. Так зародилася невроотологія — наука про нервові захворювання голови, які обумовлені розладами роботи вестибулярного апарату.
Невроотологія розвивалася. На початку XX століття австрійський вчений Роберт Барані, тестуючи хворого у кріслі, що може обертатися, чи вливаючи у зовнішній слуховий прохід хворого невелику кількість холодної води, уперше описав нистагм (биття очей), який до сьогодення вважається однією з найбільш діагностично значимих реакцій у клініці вестибулярної патології. За свої праці у 1915 році вчений був удостоєний Нобелівської премії.
У 30-ті роки, з розвитком авіації, швидкісного морського та наземного транспорту, на Заході з'являється все більше спеціалістів, що цікавляться станом вестибулярного органу. Правильна координація рухів виявляється особливо актуальною для пілотів, десантників, моряків.

## Канали та мішечки
Вестибулярний апарат дуже невеликий за розміром. До його складу входять три півколові канали та два мішечки. Цей орган розташовано усередині скроневої кістки черепа у внутрішньому вусі, поруч із завиткою, органом слуху.
Півколові канали — це дуги, розміщені у трьох різних площинах, що відповідають трьом вимірам: висоті, довжині та ширини. Вони заповнені желеподібною масою і містять вестибулярні рецептори — чутливі волоскові клітини, розміщені на внутрішній стінці ампул, якими завершуються канали.
Уявіть чашку, наповнену кефіром. Коли вона стоїть нерухомо, кефір торкається лише нижньої половини стінок чашки. Але варто нахилити чашку, і площа на якій кефір контакту зі стінами чашки з одного боку збільшиться, а з іншого — зменшиться. За слідами кефіру стінках ми зможемо визначити, у якому напрямку нахиляли чашку.
Подібне відбувається і в каналах вестибулярного апарату. При будь-якому русі голови чи змінні положення тулуба рідина всередині каналів зміщується, перестає тиснути на одні рецептори на внутрішніх стінках каналів і починає тиснути на інші. Рецептори збуджуються і посилають сигнали до головного мозку. Три канали дають точну інформацію про переміщення тіла у трьох вимірах. У мішечках вестибулярного апарату також знаходиться вапнякові кристалики, що тиснуть на рецептори. Ці кристалики зміщуються, реагуючи на початок і кінець прямолінійного прискорення чи сповільнення, а також на зміну сили тяжіння.

## Невагомість та «морська хвороба»
Дія вестибулярного апарату можлива лише за умов земного тяжіння, що впливає на рідину всередині каналів і на кристалики всередині мішечків. Якщо земного тяжіння не буде, кристалики та рідина не тиснутимуть на стінки мішечків і каналів, людина втратить рівновагу й не діставатиме інформації про положення тіла. Таке відчуття, дуже знайоме космонавтам, називається невагомістю. Коли космічний корабель тільки виходить на орбіту, сила тяжіння, навпаки, збільшується у багато разів. Виникають перевантаження, які досить впливають на вестибулярний апарат. Аби витримати ці випробування, космонавти та пілоти мають бути дуже тренованими людьми — їхній вестибулярний апарат мусить працювати бездоганно.
У деяких людей вестибулярний апарат працює погано, що може бути наслідком вродженого чи набутого порушення. Такі люди погано переносять поїздки у транспорті, морські подорожі, польоти літаком, катання на каруселі. Явище захитування, яке також називається «морською хворобою», супроводжується нудотою, запамороченням, блюванням та навіть утратою свідомості.